# Pekka Halonen
Pekka Halonen (Lapinlahti, 1865. szeptember 23. – Tuusula, 1933. december 1.) finn festő, a finn nemzeti romantika egyik kimagasló képviselője.

## Élete
A hétgyermekes Halonen család Lapinlahtiban, Észak-Savo tartományban élt, Pekka Halonen itt született harmadikként. Olli és Miina Halonen földművesek voltak, de mindketten vonzódtak a művészetekhez. Miina népi hangszereken játszott, Olli amatőr festő volt, aki több környékbeli templom falait díszítette egyházi témájú képekkel. Pekka Halonen gyakran kísérte el apját annak templomi munkáira, így már kora gyermekkorától a festészet bűvöletében élt.
A gyakran nélkülöző család tehetséges fiát ösztöndíjjal sikerült a fővárosba, Helsinkibe küldeni, ahol festészetet tanulhatott. Az iskola mellett Pekka Halonen építkezéseken dolgozott, s egyre többször kapott munkát, amikor épületdíszítésekre kerestek olcsó megoldást az építtetők. Tanulmányaival jól haladt, így újabb ösztöndíjjal Párizsba mehetett. Párizsban többek között Paul Gauguin irányításával fejlesztette tudását.
A Franciaországból hazatért művész 1895-ben feleségül vette Maija Mäkinent, s az évek során nyolc gyermekük született. A család a Tuusula tó partján építtetett házban telepedett le, amely egyszerre szolgált otthonként és műteremként is. Az 1902-ben elkészült, Halosenniemi néven ismert épület ma Pekka Halonen munkásságát bemutató múzeumként működik.
Pekka Halonen otthonában hunyt el 1933. december 1-jén.

## Munkássága

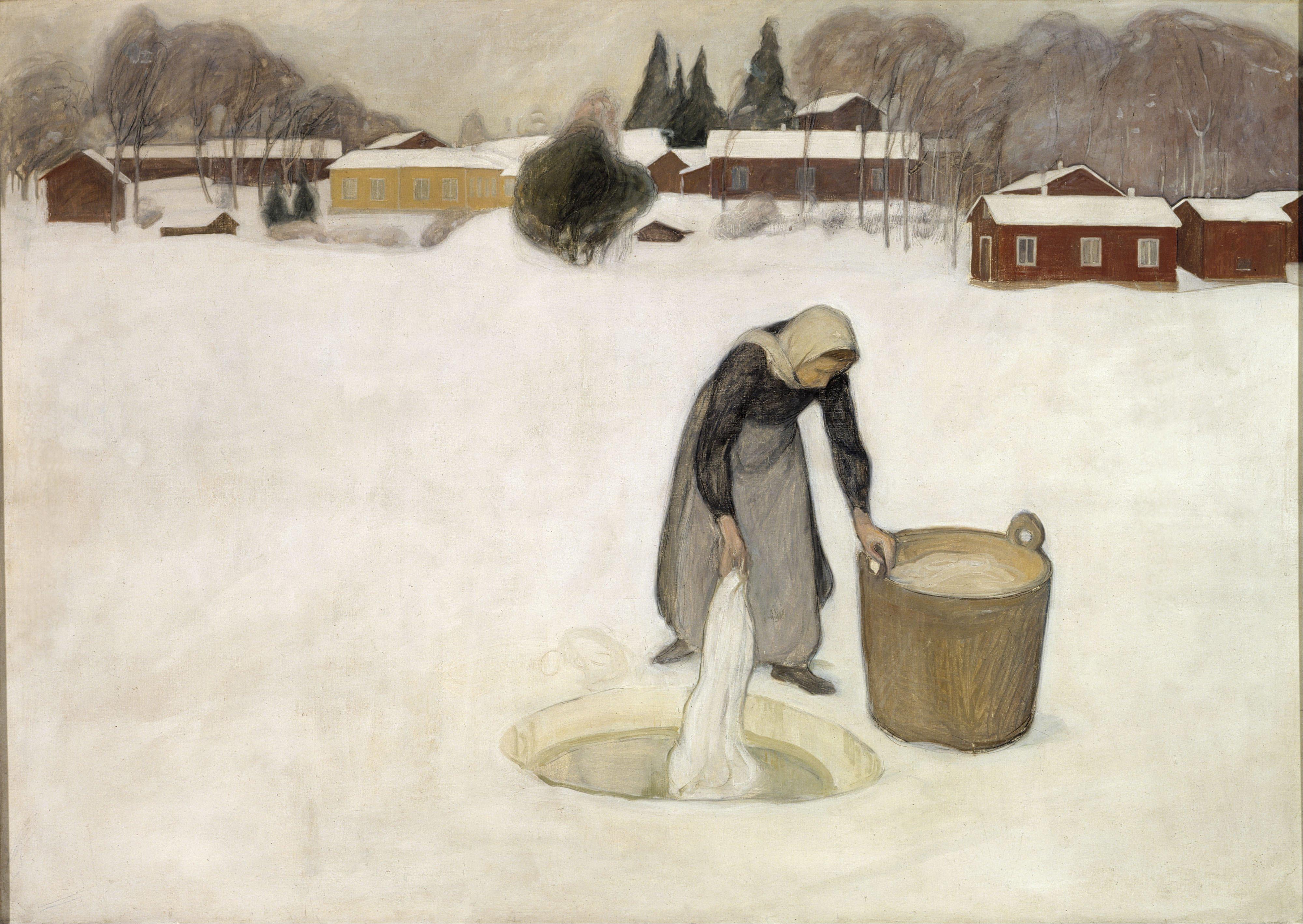
Léknél, 1900

Az Orosz Birodalom részeként létező Finnországban a művészeknek hatalmas szerepe volt a nemzeti ébredés során. A nemzeti romantika képviselői munkásságukkal elősegítették a finnek függetlenségi törekvéseiknek feléledését.
Pekka Halonen kedvelt témája a hétköznapi emberek élete volt, továbbá az a táj, amelynek ők szerves részét képezték, amelybe munkájukkal belesimultak. Motívumai tehát tipikusan finnek, de stílusára erősen hatottak a nemzetközi irányzatok. A nyugat-európai trendeken túl a japán művészet szeretete is formálta Halonen alkotásait. A természet varázsa és a nehéz körülmények között, szorgalmasan dolgozó, egyszerű emberek ma is a finnek nemzeti büszkeségének alapját adják.
Téli képein az az évszak kel életre, amely minden évben közel hat hónapon át határozza meg Finnország arculatát. A helyiek identitásához szorosan kötődik tehát a hó, a csend, a nyugalom. Ebben a hideg, fagyos időszakban mégis ott az eleven élet, a küzdelem a fennmaradásért, a játék, és bizony ott az áldozattá válás lehetősége, a halál is. A fehér hó és a kék ég szürkévé válhat a képein, de a fehér és a kék tündökölhet is, ahogyan a finn zászlón teszi.

## Fordítás
- Ez a szócikk részben vagy egészben  a   Pekka Halonen című finn Wikipédia-szócikk fordításán alapul.  Az eredeti cikk szerkesztőit annak laptörténete sorolja fel. Ez a jelzés csupán a megfogalmazás eredetét és a szerzői jogokat jelzi, nem szolgál a cikkben szereplő információk forrásmegjelöléseként.
- Ez a szócikk részben vagy egészben  a   Pekka Halonen című angol Wikipédia-szócikk fordításán alapul.  Az eredeti cikk szerkesztőit annak laptörténete sorolja fel. Ez a jelzés csupán a megfogalmazás eredetét és a szerzői jogokat jelzi, nem szolgál a cikkben szereplő információk forrásmegjelöléseként.